# Фер Хејвен (Њу Џерзи)
Фер Хејвен (енгл. Fair Haven) град је у америчкој савезној држави Њу Џерзи.

## Демографија
По попису из 2010. године број становника је 6.121, што је 184 (3,1%) становника више него 2000. године.
| Група             | 2000.         | 2010.         |
| Белци             | 5.511 (92,8%) | 5.661 (92,5%) |
| Афроамериканци    | 243 (4,1%)    | 153 (2,5%)    |
| Азијати           | 58 (1,0%)     | 66 (1,1%)     |
| Хиспаноамериканци | 79 (1,3%)     | 165 (2,7%)    |
| Укупно            | 5.937         | 6.121         |